# Хашидате (бронепалубен крайцер, 1891)
Хашидате (на японски: 橋立) e бронепалубен крайцер на Императорските ВМС на Япония трети и последен кораб на проекта крайцери „Мацушима“, създаден във Франция. Първият голям кораб, построен от японски корабостроител, като са използвани вносни материали. Участва в Японо-китайската война и Руско-японската война.
Както и всички кораби в серията, крайцерът получава името си в чест на един от трите най-живописни пейзажа в Япония – пясъчната коса Аманохашидате в префектура Киото.

## Конструкция
Крайцерът „Хашидате“ e построен под наблюдението на френския конструктор Луи-Емил Бертен по чертежи, изпратени от Франция. Основните отличия от крайцера „Ицукушима“ са в правоъгълната, а не квадратна форма на илюминаторите на надстройките и по-тежката силова установка.

### Корпус
Корпусът на кораба е с 94 шпангоута, построен от мека стомана, със седловата, за подобряване на мореходността, палуба и завал на горната част на бордовете навътре, с двойно дъно и разделен под бронираната палуба на 13 главни напречни и две надлъжни водонепроницаеми прегради. Междудънното разстояние е 1 метър. Над бронираната палуба има кофердам, запълнен с кокосови стърготини. Над бронираната палуба на 3,25 m има лека стоманена палуба с 8 mm дебелина. Пространството между тези две палуби е разделено на около 400 отсека, използвани като въглищни бункери и складове за различни припаси. Форщевенът и ахтерхщевенът са от лята стомана. В носовата част има таран.

### Артилерийско въоръжение
Артилерията на главния калибър на крайцера се състои от едно 320-mm оръдие система Кане с дължина на ствола 38 калибра и тегло от 65,7 t. Ефективната далечина на стрелбата е – 8000 m, а максималната далечина на стрелбата – 12 000 m. Снарядите, използвани от него, са два типа: бронебойни с маса 450 kg и фугасни с маса 350 kg.
За стрелба се използват заряди с кафяв барут и маса 280 и 220 kg. Бронепробиваемостта на бронебойния снаряд на далечина 8000 m е до 334 mm. Максималната скорострелност е до 2 изстрела в час.
Оръдието се намира в носовата част на кораба вътре в барбет. Завъртането и наводката на оръдието, гасенето на отката и наката на оръдието след изстрел, а също и подаването на снарядите и зареждането им се осигурява от хидравлична система, задвижвана от парна помпа. Боекомплектът на 320-mm оръдие е 60 снаряда.
Артилерията на средния калибър се състои от 11 120-mm скорострелни оръдия с разделно зареждане система „Армстронг“ с дължина на ствола 40 калибра. Максималната далечина на стрелба е до 9000 m, максималната скорострелност до 12 изстрела в минута. Десет оръдия са на батарейната палуба, от мачтата към кърмата по пет на борд. Едно оръдие (т.нар. „ретирадно“) се намира на горната палуба на юта, с ъгъл на обстрел 260°. Оръдията, стоящи на батарейната палуба, стоят близко едно до друго и нямат защита от надлъжни попадения. Боекомплектът е по 120 снаряда на всяко оръдие, всичко 1320 снаряда.
Шест 47-mm скорострелни оръдия „Хочкис“ са поставени в спонсони на горната палуба от мидъла до мачтата, по три на борд. Максималната далечина на стрелба е до 6000 m, максималната скорострелност е до 20 изстрела в минута. Боекомплектът е по 300 снаряда на оръдие, всичко 1800 снаряда.
Единадесет 37-mm петстволни оръдия „Хочкис“ са поставени на бойния марс, крилата на мостика и на надстройката на горната палуба. Максималната далечина на стрелба е до 2200 м, максималната скорострелност е до 32 изстрела в минута. Боекомплектът е по 800 снаряда на оръдие, всичко 9600 снаряда.
Общото тегло на артилерията на крайцера е до 475 t, което е над 10% от водоизместимостта на кораба.

### Минно въоръжение
На „Хашидате“ има четири надводни 356-mm торпедни апарата. Три апарата се намират в носовата част на кораба под батарейната палуба, в т.ч. един неподвижен щевневи и два въртящи се, бордови. В кърмата, също под батарейната палуба, има един неподвижен щевнев апарат.
При подготовка за изстрелване капакът на торпедния апарат се отваря и тръбата на апарата се подава навън, за да се предотврати удар на торпедото в борда на кораба. Насочването по целта се осъществява или от бойната рубка, или непосредствено от поста до апарата. Изстрелването на торпедата се осъществява със сгъстен въздух. Боезапасът е по пет торпеда на всеки апарат, всичко 20 торпеда. Използваните торпеда са система на Шварцкопф, имащи максимална далечина на стрелбата от 400 до 3000 m, в зависимост от модификацията им.

### Брониране
Бронята на крайцера е произведена в завода на Schneider (Шнайдер) в Ле Крьозо, Франция.
Жизненоважните механизми, котлите, машините и погребите на боезапаса са защитени от карапасна (черупковидна) бронирана палуба с дебелина 40 mm, настлана в три слоя от закалени стоманени плочи с дебелина 10 mm и 20 mm.
В носовата част палубата се спуска надолу и се стикова с острието на тарана, придавайки му допълнителна здравина, в кърмовата част се издига нагоре за прикриване на рулевата машина и се стикова с ахтерхщевена.
Комингстите на люковете, основите на комините и вентилаторите на бронираната палуба са защитени с бронирани гласиси (скосове) от стоманени плочи с 50 mm дебелина.
Барбетът на оръдието на главния калибър, поставен на горната палуба е изготвен от стоманени 300-mm плочи. Дебелината на щита на оръдието е 100 mm. Над оръдието е поставен 40-mm стоманен купол, въртящ се заедно със ствола и предназначен за защита на прислугата от осколъци и куршуми.
Централната неподвижна тръба за защита на системата за подаване на боеприпаси минава от бронираната палуба до основата на барбета и е прикрита от 250-mm стомана. Поместената вътре шахта за подаване на боеприпаси е обшита от 14-mm стоманени листове. Основата на въртящия се оръдеен ствол не е бронирана.
Всички 120-mm оръдия на крайцера са прикривани от 110-mm бронирани щитове.
Бойната рубка на крайцера се състои от две концентрични кули: вътрешна, висока 2,5 m, сглобена от 100-mm бронирани плочи под 25-mm стоманен покрив и външна, от 25-mm стоманени листове под 10-mm покрив. Разстоянието между двете кули е 0,5 m и преди бой се е запълва с койки за допълнителна защита.

### Силова установка
Две парни машини с тройно разширение с хоризонтално поставени цилиндри. Диаметърът на цилиндрите е 0,39, 0,62 и 1,44 m, ходът на буталото – 1 m.
На изпитанията мощността на машините е определена на 6300 к.с., вместо контрактните 5400 к.с. Но поради неудачната конструкция на котлите в хода на службата не е постигната дори контрактната мощност.
Парата се изработва от шест огнетръбни котела хоризонтален тип, всеки от които е двоен (със симетрични краища) и има по шест огнища система Фокс и три горивни камери. Нагревните тръби на огнищата за котлите на крайцера „Хашидате“ са произведени в Япония. Котлите са поставени по три в редица в носовото и кърмовото котелни отделения, разделени с водонепроницаема преграда, огнищата са перпендикулярно на диаметралната плоскост.
Нормалният запас въглища на „Хашидате“ е 405 t, пълният – 683 t.

### Системи и устройства
Рулевото устройство на крайцера „Хашидате“ се състои от рул, парна рулева машина на френската фирма „Стапфер ди Дюклос“, намираща се под бронираната палуба и управляема от мостика, а също и от ръчни щурвали: главният – под кърмовия мостик, резервният – в румпелното отделение, предаващ усилията на румпела с помощта на щуртросове.
Като водоотливни и противопожарни средства има помпа „Тирон“ с производителност до 500 t вода на час, два трюмни пароструйни ежектори с производителност по 250 t вода в час и осем малки помпи.
Общата производителност на всички водоотливни средства е до 1132 t вода в час.
За осветление и вътрешна връзка на крайцера са поставени четири електрически прожектора система „Манжен“. Всички вътрешни помещения на крайцера са осветени с електрическа светлина.

### Рангоут
Рангоутът на крайцера се състои от една стоманена мачта с кръгло сечение, поставена на бронираната палуба с два бойни марса и стенга. Диаметърът на мачтата в основата е 1 метър, на топа – 0,75 метра. Вместо ванти и Щагове за укрепване на мачтата са използвани два контрафорса, от основата на долния марс към бордовете към страната на кърмата.

## Строителство на кораба
Крайцерът „Хашидате“ е първият голям боен кораб, построен на японски стапел. Строителството се извършва в корабостроителницата на ВМС в Йокосука под ръководството на френския конструктор Е. Бертен от материали, доставяни от Франция. Поради липсата на опит на японската корабостроителна промишленост от онова време, строителството продължава в течение на три години, дострояването на вода – още три години. През юли 1889 г. „Хашидате“, още преди спускането му на вода, е зачислен в състава на ескадрата на военноморската база Йокосука. На 24 март 1891 г. корабът с името „Хашидате-кан“ е тържествено спуснат на вода в присъствието на императора на Япония, пристигнал от Токио със специален влак.
През 1893 г., след поставяне на артилерията, са започнати ходовите изпитания. При достигане на максимална мощност от машините започват откази на котелната установка. От края на 1893 г. до началото на 1894 г. ненадежните огнища на системата на Фокс са сменени с такива система Пурве. Новите изпитания са по съкратена програма и със занижени изисквания за скорост. На 26 юни 1894 г., месец преди началото на войната с Китай, крайцерът „Хашидате“ е приет в състава на Японския императорски флот, независимо от сериозните дефекти в котелната установка (един от шестте котела по време на изпитанията излиза от строя и е невъзможно отстраняването на повредите преди започване на бойните действия).

## История на службата

### Японо-китайска война
С началото на войната „Хашидате“ е в състава на отряда на главните сили под командването на вицеадмирал Ито Сукюки. На 17 септември 1894 г. „Хашидате“ участва в сражението при река Ялу. В началото на боя „Хашидате“ плава четвърти в килватерната колона на главните сили на японския флота, след „Мацушима“, „Чиода“ и „Ицукушима“. За времето на сражението оръдието на главния калибър на крайцера успява да произведе само четири изстрела, без нито едно попадение в кораб на противника. След излизането от строя на „Мацушима“ на „Хашидате“ се премества командващият вицеадмирал Ито Сукеюки.
В хода на боя крайцерът получава единадесет попадения на вражески снаряди, в т.ч. три 152-mm и осем малокалибрени. Загубите сред екипажа са трима убити (в т.ч. два офицера) и девет ранени.
След сражението при Ялу „Хашидате“, до връщането в строй на „Мацушима“, остава флагмански кораб на командира на Обединения флот вицеадмирал Ито Сукеюки, като участва в конвоирането на транспорти с японски войски, прехвърляни в Китай и обсадата на Порт Артур. На 6 ноември 1894 г., „Хашидате“ начело на японския флот, влиза в залива Талиенван за съдействие на японските войски, щурмуващи Цзинчжоу, но поради опасения от мини корабите не се приближават до брега. На 7 ноември, след провеждане на тралене, канонерските лодки и крайцерът „Хашидате“ отново навлизат в залива и в 10:00 започват обстрел на форта Хошан (Хошанг), прикриващ Талиенван. Скоро става ясно, че китайският гарнизон на Талиенван е избягал и пристанището е превзето без бой.
В хода на обсадата на Уейхайуей „Хашидате“, на 30 януари 1895 г., участва в обстрела на фортовете на западния проход в залива на Уейхай. На 7 февруари „Хашидате“ за пореден път обстрелва крепостта. Сутринта на 12 февруари, след пристигането на китайските парламентьори при командващия японската флота с предложение за капитулация на крепостта, „Хашидате“, „Ицукушима“ и корабите на Летящия отряд („Йошино“, „Такачихо“, „Нанива“ и „Акицушима“) вземат под охрана изхода на залива на Уейхайуей.

### Междувоенен период
Веднага след края на войната е проведен ремонт на котелната установка на крайцера, но корабът така и не успява да постигне скорост над 10 възела.
От 21 март 1898 г. „Хашидате“ е прекласифициран на крайцер 2-ри ранг.
През април 1900 г. крайцерът, който е зачислен към ескадрата на базата в Йокосука, с пълен комплект екипаж взема участие в големите маневри на Императорския флот, действайки в състава на Блокиращата ескадра.
Заради лошото състояние на котлите, в потушаването на въстанието на ихетуаните от 1900 г. „Хашидате“ не взема участие.
От 25 февруари до 14 август 1901 г. „Хашидате“ и „Ицукушима“, тръгвайки от Йокосука, прави учебен поход, посещавайки Манила, Батавия (Джакарта), Хонконг, Чемульпхо (Инчхон), Пусан, Вонсан и Владивосток.
През 1902 г. корабът преминава основен ремонт, в хода на който са сменени котлите с осем водотръбни котела, разработени от японския вицеадмирал Миябара, ставайки по този начин първият кораб на японския флот получил котли национална разработка. На проведените на 20 октомври 1902 г. изпитания крайцерът успява да развие максимална скорост от 16 възела, което не се е случвало от времето на първите приемни изпитания. По време на ремонта малокалибрената артилерия на крайцера е сменена на две 75-mm и 18 47-mm оръдия. 120-mm оръдия са преразпределени между палубите: на батарейната палуба остават по три оръдия на борд, по две оръдия на борд са пренесени ниво по-горе.
През 1903 г. крайцерът „Хашидате“, заедно с „Мацушима“ и „Ицукушима“, в състава на 4-ти учебен отряд, прави шестмесечен учебен поход.

### Руско-японска война
Преди началото на войната крайцерът „Хашидате“ влиза в състава на 5-ти боен отряд на 3-та ескадра на Съединения флот, ставайки флагмански кораб на командващия ескадрата вицеадмирал Ситиро Катаока. От 6 февруари 1904 г. крайцерът в състава на своя отряд пристъпва към стражева служба в Корейския пролив, базиран в залива Такешики (на остров Цушима).
На 1 май крайцерът в състава на отряда е задействан за конвоиране на транспортите, превозващи 2-ра японска армия. От 5 май до 13 май прикрива десанта на войските на 1-ви отряд на 2-ра армия, а неговите лодки превозват войниците от транспортите на брега до 31 май. След десанта крайцерът, в състава на цялата 3-та ескадра на Съединения флот, е задействан в блокадата на Порт Артур.
На 23 юни „Хашидате“ в състава на отряда участва в безрезултатна среща на Съединения флот с кораби на руската ескадра, излезли от Порт Артур.
На 9 юли, при излизането на броненосеца „Победа“, крайцери, канонерски лодки и миноносци на руската ескадра за обстрел на японските позиции в залива Лунвантан, „Хашидате“ в състава на отряда участва в престрелка с крайцера „Баян“. Попадения и за двете страни няма.
На 10 август „Хашидате“, по време на патрул, открива излизането на руската ескадра от Порт Артур и съобщава на командира на Съединения флот адмирал Хейхатиро Того за движението на руските кораби. След това, под флага на младшия флагман на 3-та ескадра контраадмирал Ямада Хикохачи, оглавил 5-и боен отряд, взема участие в боя в Жълто море. В първата фаза на боя „Хашидате“, „Мацушима“ и „Чин-Иен“ водят наблюдение над руските кораби, вляво от тях на дистанция, превишаваща далечината за стрелба. Във втората фаза на боя, вече след като корабите на руската ескадра започват да се оттеглят към Порт Артур, на 5-и боен отряд се удава да се приближат към противника и в 19:10 „Хашидате“ открива огън по десния борд. Вече към 19:54, поради растящото разстояние, стрелбата е прекратена. Попадения в „Хашидате“ по време на боя няма. След боя до края на деня отрядът води наблюдение над руските кораби, плаващи към Порт Артур. След това, до падането на Порт Артур, крайцерът „Хашидате“ участва в блокадата на крепостта.
На 10 декември крайцерите „Хашидате“ и „Ицукушима“ оказват помощ на натъкналия се на мина крайцер „Акаши“ и на 12 декември го конвоират до Далян.
На 27 май 1905 г. в Цушимското сражение „Хашидате“ действа в състава на 5-ти боен отряд под флага на контраадмирал К. Такетоми. След откриването на руската ескадра, отплавайки от стоянката в залива Одзаки на остров Цушима, отрядът открива противника около 08:00 и започва наблюдение. След началото на боя на главните сили 5-ти отряд получава заповед да атакува ариегарда на руснаците, но заради димна завеса губи контакт и започва боя с руските крайцери едва около 16:30 – 16:40. Крайцерът „Хашидате“ открива огън по крайцера „Олег“ в 16:55 от дистанция около 7000 метра.
Около 17:30 5-ти отряд прекратява огъня, обръщайки към своите главни сили. Около 18:30, плавайки на северозапад в направление към главните сили, продължаващи боя с руската ескадра, корабите на 5-ти отряд откриват останалите без ход и горящи ескадрен броненосец „Суворов“ и плаващата ремонтна работилница (транспорт) „Камчатка“. В 18:48 от дистанция около 4000 метра по „Суворов“ и „Камчатка“ е открит огън. Около 19:00 „Камчатка“ потъва, след което адмирал Катаока дава заповед „Суворов“ да се атакува от пристигналия междувременно 11-ти отряд миноносци. В 19:25 ескадреният броненосец „Суворов“ потъва 13 мили североизточно от островите Окиношима, след което 5-ти отряд прекратява боя и се насочва на север, за да се присъедини към главните сили. В хода на боя „Хашидате“ е уцелен от два снаряда, ранили един гардемарин и шест матроса. На 28 май около 05:20 5-ти отряд открива плаващия към Владивосток отряд на контраадмирал Николай Иванович Небогатов, като веднага съобщават обстановката на своето командване.
След сражението, на 30 май, попълнил своите запаси, крайцерът „Хашидате“ в състава на отряда продължава дозорната служба в Корейския пролив.
От 12 юни до 15 юни „Хашидате“ обследва островите Лианкур, като стоварва група от петима души за организиране на наблюдателен пункт.
На 14 юни всички кораби тип „Мацушима“ влизат в сформирания 8-ми боен отряд на 4-та ескадра, а от 19 юни отрядът е придаден към състава на северната ескадра, предназначена за превземане на остров Сахалин.
На 4 юли „Хашидате“ с отряда отплава от Оминато в състава на конвоя на първи десантен ешелон на 13-та пехотна дивизия Харагути, с направление Сахалин.
Сутринта на 7 юли обединеният десант от 6-ти, 7-ми, 8-ми и 9-ти боен отряд, под командването на старшия офицер на „Хашидате“ капитан 2-ри ранг Мичида, завзема плацдарм до селото Мерея, след което започва и стоварването на подразделенията на сухопътните войски.
На 23 юли „Хашидате“ и 9-ти отряд миноносци извършват разузнаване и демонстрация на сила в залива на Чихачов на западния бряг на Татарския пролив, при това миноносците влизат в залива и обстрелват брега.
На 24 юли в района северно от Арковската долина общ десант на 7-ми, 8-ми и 9-ти боен отряд под командване на старшия офицер на „Хашидате“, капитан 2-ри ранг Мичида, завзема плацдарм, подсигурявайки стоварването на подразделенията на сухопътните войски в Арков и Александровск-Сахалинский.
На 31 август „Мацушима“, под флага на вицеадмирал Дева Сигето, „Хашидате“ и „Окиношима“ пристигат от Корсаковск в Александровск-Сахалинский.
На 5 септември военните действия са прекратени и още на 10 септември „Хашидате“ под флага на контраадмирал Такетома Куникане поема към Йокосука за ремонт.
На 20 октомври „Хашидате“ пристига в Йокохама за участие в Императорския преглед на флота, който се състои на 23 октомври 1905 г.

### Край на службата
След края на руско-японската война крайцерът „Хашидате“ отново се използва като учебен кораб, извършва през 1906 и 1907 г. плавания с курсанти на борда към бреговете на Югоизточна Азия и Австралия. 1908 г. корабът има поредно далечно плаване, като посещава Хонконг (Сянаган), острова Пенанг (Пинанг), Цейлон (Шри Ланка), Джакарта, Манила и Тайван.
Към 1909 г. въоръжението на кораба се състои от едно 320-mm, шест 120-mm, шест 76-mm оръдия и две картечници. 76-mm оръдия са поставени вместо 47-mm оръдия, които вече не са достатъчно ефективни за отразяване на атаките на миноносците от нов тип.
На 28 август 1912 г. „Хашидате“ е прекласифициран на кораб на бреговата отбрана 2-ри ранг. На 1 април 1922 г. бившият крайцер е изключен от списъците на флота, а 1927 г. е предаден за скрап в Йокосука.

## Модели на крайцера „Хашидате“
В мащаб 1:700 пластмасов модел копие на крайцера „Хашидате“ се произвежда от японската фирма Seals Models.
За любители на настолни военни игри отлята от епоксидна смола фигурка на „Хашидате“ се произвежда от фирмата Panzerschiffe, САЩ, в мащаб 1:2400.

## Галерия
- Рисунка на крайцера „Хашидате“ от справочника T.Jane All the world’s Fighting Ships. London – 1900
- Крайцерът „Хашидате“, 1908 г. в Куре
- Крайцерът „Хашидате“, 1916 г. в Йокосука